# Ronny Hovland
Ronny Hovland (nacido el 3 de junio de 1973 en Bergen, Noruega), mucho más conocido como Ares. Es un bajista, vocalista y guitarrista noruego.

## Biografía
Ares es el fundador de la banda noruega de Death metal, Aeternus, de la cual es el guitarrista y vocalista. La banda se formó en 1993 como trío, formada por Ares, Erik Vrolok, y Morrigan. Entre 1995 y 1997, Ares fue el bajista de la banda de black metal Gorgoroth, antes de que el álbum debut de Aeternus', Beyond the Wandering Moon, fuera lanzado en 1997 por Hammerheart Records. Aeternus ha girado con bandas como Emperor y Deicide, y ha lanzado cinco álbumes de estudio.En la actualidad es el único miembro original de Aeternus. Junto con Aeternus y Gorgoroth, Ares ha tocado en bandas de metal extremo, como Immortal y Grimfist.

## Bandas
- Aeternus - desde 1993
- Gorgoroth - 1995-1997
- Corona Borealis
- Black Hole Generator - (aparición en el EP Black Karma)[1]
- Immortal - 1998 (en vivo)
- Grimfist - (en vivo)
- Malignant Eternal - (en vivo)
- Chaos Predicted -[2]
- Dark Fortress - 2003 (vocalista)[3]
- Orth (1996-1997)

## Discografía

### Aeternus
- Walk My Path (demo) (1994)
- Dark Sorcery (EP) (1995)
- Beyond the Wandering Moon (1997)
- ...And So the Night Became (1998)
- Dark Rage (7") (1998)
- Shadows of Old (2000)
- Burning the Shroud (EP) (2001)
- Ascension of Terror (2001)
- A Darker Monument (2003)
- Hexaeon (2006)

### Gorgoroth
- The Last Tormentor (EP en vivo) (1996)
- Under the Sign of Hell (1997)
- Destroyer (1998)
- Bergen 1996 (EP) (2007)

### Black Hole Generator
- Black Karma (EP) (2006)

### Dark Fortess
- Profane Genocidal Creations (2003)

### Corona Borealis
- Cantus Paganus (2000)